# Didymocantha sublineata
Didymocantha sublineata är en skalbaggsart som först beskrevs av White 1846.  Didymocantha sublineata ingår i släktet Didymocantha och familjen långhorningar. Inga underarter finns listade i Catalogue of Life.